# Намсараев, Хоца Намсараевич
Хоца́ Намсара́евич Намсара́ев (бур. Намсарайн Хуса; 27 апреля [9 мая] 1889, улус Верхняя Кижинга, Забайкальская область — 28 июля 1959, Улан-Удэ, Бурятская АССР) — советский бурятский писатель. Один из основоположников современной бурятской литературы.

## Биография
Хоца Намсараев родился 27 апреля (9 мая) 1889 года в семье бедняка-скотовода в улусе Верхняя Кижинга Хоринской степной думы Забайкальской области (ныне в Кижингинском районе, Республики Бурятии). С юных лет прослыл известным острословом, знатоком народных пословиц и поговорок. Особое место в становлении творческого метода писателя занимают рассказы, в которых отражена современная жизнь народа.
Хоца Намсараев начал литературную деятельность с 1919 года. Одним из первых его произведений была пьеса «Тьма» (1919). Автор пьес «Оракул Дамби» (1920), «Тёмная жизнь» (1921), «Кнут Тайши» (1945), романа «На утренней заре» (1950), повестей «Цыремпил» (1935), «Однажды ночью» (1938), «Луч победы» (1942), сборников рассказов, сатирических стихов.
Во второй половине 1920-х годов совместно с писателями Цыденжапом Доном, Бавасаном Абидуевым и Дамбой Дашинимаевым вёл отдел сатиры в газете Буряад-Монголой үнэн.
В 1934 году был избран в члены Союза писателей СССР от Бурят-Монгольской АССР. С 14 апреля по 11 сентября 1936 года в составе делегации писателей Бурят-Монголии посетил Москву, Ленинград, Детское село, Киев, Днепропетровск, Крым, Абхазию, Аджарию, Тбилиси, Ереван, Баку и Махачкалу.
Член ВКП(б) (КПСС) с 1925 года. Депутат Верховного Совета СССР 2—5-го созывов.
Хоца Намсараев как один из зачинателей бурятской национальной литературы внёс вклад в становление эпического жанра в бурятской литературе.

## Награды
- Орден Ленина.
- Два ордена Трудового Красного Знамени (в т.ч. 31 января 1936 года[3]).
- медали.

## Память
- Могила Х. Ц. Намсараева на Центральном кладбище Улан-Удэ внесена в список объектов культурного наследия как памятник истории.

Имя Хоца Намсараева носят:
- Бурятский государственный академический театр драмы,
- Кижингинская средняя школа № 1 (основана в 1913 году),
- Музей литературы Бурятии в Улан-Удэ (открыт в 1989 году к столетию со дня рождения Х. Намсараева),
- Улица в городе Улан-Удэ.